# 布魯森冰原島峰
68°12′S 58°13′E / 68.200°S 58.217°E
布魯森冰原島峰（英語：Brusen Nunatak）是南極洲的冰原島峰，位於肯普地，處於耶伊塔山以西6公里，屬於漢森山脈的一部分，由挪威製圖師繪入地圖和命名。